# Alliance des partis du Sarawak
L'Alliance des partis du Sarawak (en malais : Gabungan Parti Sarawak abrégé GPS) est une coalition politique malaisienne basée principalement dans l'État du Sarawak. Elle est formée en 2018 par quatre anciens partis membre Barisan Nasional (BN) opérant uniquement au Sarawak à la suite de la défaite de la coalition fédérale aux élections législatives malaisiennes de 2018.

## Histoire
La coalition est formée le 12 juin 2018, par le Parti Pesaka Bumiputera Bersatu (en), le Parti des peuples unis de Sarawak (en), le Parti populaire du Sarawak (en) et le Parti progressiste démocratique (en),. Les quatre partis étaient d'anciens partis composants du Barisan Nasional, avec un Gentlemen's agreement selon lequel les partis péninsulaires ou basés à Sabah au sein du Barisan Nasional ne s'établiront jamais au Sarawak, donnant ainsi aux parties une autonomie relative. La coalition se concentre sur les intérêts et les droits de l'État sur la base de l'accord relatif à la Malaisie de 1963 et reste une opposition au gouvernement fédéral de Pakatan Harapan malgré la volonté de « coopérer et de collaborer ». Le 23 août 2018, le chef de la coalition, Abang Abdul Rahman Johari Abang Openg (en) (Abang Jo), annonce que le GPS est enregistré et attend la publication de la lettre officielle du Registraire des sociétés (Registrar of Societies (RoS)). La coalition est finalement est régularisée le 19 novembre 2018,.
Alors que les partis membres du GPS quittent Barisan Nasional en bloc, il hérite de l'ancienne place et de la domination de BN dans le paysage politique du Sarawak. Le parti affirme poursuivre l'héritage d'Adenan Satem (en), ancien ministre en chef relativement populaire au Sarawak, qui a mené le BN Sarawak à son triomphe aux élections d'État de 2016 sur une campagne basée sur une plus grande autonomie du Sarawak. Bien que la coalition fasse pression pour des amendements constitutionnels conformément à l'Accord malaisien de 1963, sa politique ne mentionne pas une indépendance pure et simple du Sarawak, mais préfère plutôt travailler dans le cadre des lois existantes pour regagner ce qu'il appelle les « droits du Sarawak ». La coalition lance sa ligne politique à Kuching le 19 janvier 2019. Il reçoit souvent la condamnation des partis d'opposition au Sarawak et des observateurs étrangers pour les abus continus des pouvoirs gouvernementaux, tels que l'allocation inégale de l'aide et du développement et la punition perçue envers les chefs ethniques non alignés sur le gouvernement. Le parti contrôle également directement ou indirectement la plupart des grandes publications médiatiques du Sarawak,.
À la suite de la crise politique malaisienne de 2020 qui voit le gouvernement du Pakatan Herapan perdre sa majorité au Dewan Rakyat, le GPS conclu un accord en déclarant son soutien à la nouvelle coalition gouvernementale, Perikatan Nasional. Abang Jo, cependant, maintient que l'accord ne verra pas le GPS devenir membre du PN, mais reste plutôt partenaire. Une semaine après que le choix du PN, Muhyiddin Yassin, soit assermenté en tant que nouveau premier ministre, il annonce son cabinet qui voit quatre députés du GPS nommés ministres à part entière, et cinq autres comme vice-ministres. Le parti fait sa première apparition électorale aux élections de l'État de Sarawak en 2021. L'élection est marquée comme un énorme succès pour le parti, puisqu'elle accru son contrôle sur l'Assemblée de l'État du Sarawak en remportant 76 des 82 sièges.

## Composition
| Logo | Nom | Nom  | Nom                                                                         | Idéologie                                    | Chef(s)                                    |
| ---- | --- | ---- | --------------------------------------------------------------------------- | -------------------------------------------- | ------------------------------------------ |
|      |     | PBB  | Parti uni du patrimoine des Bumiputera (en) Parti Pesaka Bumiputera Bersatu | National-conservatisme                       | Abang Abdul Rahman Johari Abang Openg (en) |
|      |     | PRS  | Parti populaire du Sarawak (en) Parti Rakyat Sarawak                        | Nationalisme                                 | Joseph Salang Gandum (en)                  |
|      |     | PDP  | Parti progressiste démocratique (en) Parti Demokratik Progresif             | Régionalisme                                 | Tiong King Sing (en)                       |
|      |     | SUPP | Parti des peuples unis de Sarawak (en) Parti Rakyat Bersatu Sarawak         | Nationalisme Syncrétisme politique Centrisme | Tiong King Sing (en)                       |

## Résultats électoraux
| Année | Voix    | %    | Élus     | Rang |
| ----- | ------- | ---- | -------- | ---- |
| 2022  | 610 812 | 3,94 | 23 / 222 | 4e   |